# Каптен-Кук (Гаваї)
Каптен-Кук (англ. Captain Cook) — переписна місцевість (CDP) в США, в окрузі Гаваї штату Гаваї. Населення — 3253 особи (2020).

## Географія
Каптен-Кук розташований за координатами 19°29′58″ пн. ш. 155°53′37″ зх. д. / 19.49944° пн. ш. 155.89361° зх. д. (19.499532, -155.893678).  За даними Бюро перепису населення США в 2010 році переписна місцевість мала площу 33,31 км², уся площа — суходіл.

## Демографія
Згідно з переписом 2010 року, у переписній місцевості мешкало 3429 осіб у 1258 домогосподарствах у складі 859 родин. Густота населення становила 103 особи/км².  Було 1386 помешкань (42/км²).
Расовий склад населення:
| - 31,4 % — білих - 27,6 % — азіатів - 10,7 % — вихідців з тихоокеанських островів - 0,7 % — чорних або афроамериканців - 0,4 % — корінних американців - 2,2 % — осіб інших рас |

До двох чи більше рас належало 27,0 %. Частка іспаномовних становила 9,5 % від усіх жителів.
За віковим діапазоном населення розподілялося таким чином: 20,6 % — особи молодші 18 років, 62,3 % — особи у віці 18—64 років, 17,1 % — особи у віці 65 років та старші. Медіана віку мешканця становила 46,2 року. На 100 осіб жіночої статі у переписній місцевості припадало 101,1 чоловіків;  на 100 жінок у віці від 18 років та старших — 99,1 чоловіків також старших 18 років.
Середній дохід на одне домашнє господарство  становив 121 532 долари США (медіана — 66 276), а середній дохід на одну сім'ю — 138 787 доларів (медіана — 73 661). Медіана доходів становила 35 833 долари для чоловіків та 42 344 долари для жінок. За межею бідності перебувало 8,8 % осіб, у тому числі 15,5 % дітей у віці до 18 років та 4,8 % осіб у віці 65 років та старших.
Цивільне працевлаштоване населення становило 2043 особи. Основні галузі зайнятості: роздрібна торгівля — 16,2 %, мистецтво, розваги та відпочинок — 16,0 %, освіта, охорона здоров'я та соціальна допомога — 10,7 %, фінанси, страхування та нерухомість — 8,4 %.